# Marin Constantin
Marin Constantin, född 27 februari 1925 i Băneşti (tidigare Urlova), Prahova, död 1 januari 2011, var en rumänsk prisvinnande musiker, dirigent och kompositör. 1963 grundade han Madrigal Chamber Choir. Han var världskänd för sin expertis inom renässansmusik, samt barocka, gregorianska och traditionellt rumänska sånger. 1992 blev han utsedd till goodwill-ambassadör för Unesco.